# Lefaivre
Pour les articles homonymes, voir Lefaivre (homonymie).
Lefaivre est une communauté franco-ontarienne au Canada.

## Géographie
La superficie de Lefaivre est de 47,84 km2, sa latitude se situe à 45.58° nord et sa longitude, à 74.76° ouest. D'un point de vue civil, le village de Lefaivre est inclus dans la municipalité de canton d'Alfred et Plantagenet qui fait partie de la municipalité régionale des Comtés unis de Prescott et Russell. D'un point de vue religieux, la paroisse est celle de Saint-Thomas de Lefaivre. Lefaivre se trouve sur la rive sud de la rivière des Outaouais entre Ottawa et Montréal, la rive nord étant occupée par la municipalité de Montebello au Québec. La rivière des Outaouais était considérée comme l'une des voies de communication les plus importantes pour l'exploration et le développement du continent nord-américain dès le XVIIe siècle.

## Histoire
Le nom de « Saint-Thomas » vient de monseigneur Joseph-Thomas Duhamel, organisateur de la paroisse en 1879. Et « Lefaivre » vient de l'un des premiers hommes d'affaires prospère de la paroisse, Hercule Lefaivre, reconnu comme étant fondateur de la paroisse de Saint-Thomas de Lefaivre avec ses nombreuses activités tant politiques que commerciales, tel que le magasin général et le bureau de poste en 1877 et la construction d'un grand quai avec de vastes hangars en 1882, qui lui permet de gérer un commerce important, surtout de foin et de bois. Les gens de Saint-Thomas de Lefaivre sont souvent appelés les « Mangeux de m'lasse ». Ils entreposaient dans des hangars toutes les marchandises par bateau au quai de Lefaivre. Les nombreux tonneaux de mélasse le long du quai faisaient croire aux passagers du bateau Empress que les gens de Lefaivre ne devaient manger autre chose que de la mélasse.

## Population
Au recensement de la population de 2002, le village de Lefaivre a comptabilisé 1100 habitants. La communauté franco-ontarienne représente approximativement 75 % de la population.

## Société
Les principaux équipements locaux comprennent l'école élémentaire catholique Saint-Joseph et le Centre communautaire Mgr Joseph-Charbonneau. La Journée blanche, événement hivernal organisé par le Club Lions, se déroule sur la rivière des Outaouais à Lefaivre.	
Le 26 juin 1988 Lefaivre passe à l'histoire dans le livre Guinness des records en cuisinant la plus grosse crêpe du monde : 30 pieds de diamètre, 1 pouce d'épaisseur, pesant une tonne.  Cet évènement fut organisé dans le cadre du 4e festival des Mangeux de M'lasse, par le Club Lions de Lefaivre.

## Personnalités

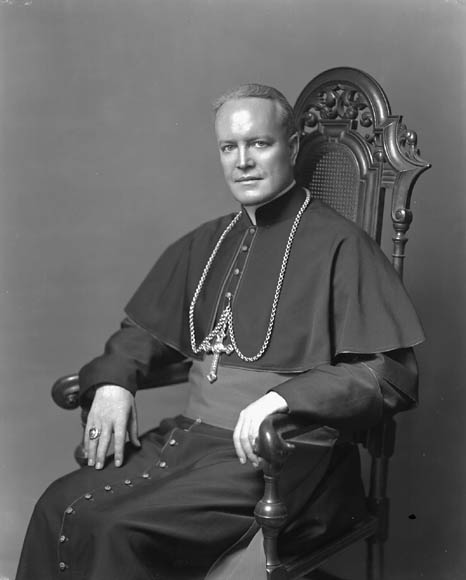
Mgr Joseph Charbonneau

- Joseph Charbonneau (1892-1959), archevêque de Montréal
- Jeanne Lajoie (1899-1930)

Institutrice militante originaire de Lefaivre, Jeanne Lajoie, s’opposant au Règlement 17 interdisant de 1912 à 1927 l’utilisation du français pour l’enseignement dans les écoles ontariennes après la 2e année. Elle défie sa commission scolaire locale en enseignant dans une école indépendante, l’école libre de Pembroke. Elle devient rapidement une figure de proue et les journaux de langue française du Québec et de l’Ontario font connaître la lutte qu’elle et ses compatriotes de Pembroke livrent pour faire reconnaître leur droit à l’enseignement en français. De santé fragile depuis sa naissance, elle quitte l’enseignement en 1926 et entre dans un sanatorium au Québec. Elle meurt à l’âge de 31 ans. Un livre, L’Éveil de la race: un épisode de la résistance franco-ontarienne, publié en 1930, ainsi qu’une pièce de théâtre, évoquent le souvenir de l’« héroïne de Pembroke ».